# 管紹恂
管紹恂（1603年—1645年），字幼如，南直隸常州府武進縣（今常州市武進區）人，明朝末年武官。

## 生平
年少而孤，以孝友著稱。崇祯七年（1634年），中式甲戌科武進士，授職錦衣衛鎮撫，辭官歸鄉。因堂兄管紹寧的緣故，管紹恂也被常州知府宗灝收捕，被逮時說：「國亡，分應死。」在獄中擺設酒席，慷慨說：「而今後，獲死所矣。」閏六月二十三日，自縊於獄中。家僕崔三殉死。